# Joseph Kimchi
Joseph Kimchi, auch: Josef Qimchi, hebräisch יוסף קמחי (geboren 1105 in Spanien; gestorben 1170 in Narbonne), ebenso unter dem Namen Maître Petit bzw. dem Akronym Rikam bekannt, war ein jüdischer Grammatiker, Exeget und Übersetzer des 12. Jahrhunderts.

## Leben und Wirken
Nachdem die Almohaden Spanien besetzt hatten, flüchtete Kimchi in die Provence und ließ sich in der Stadt Narbonne nieder. Seine Hauptbedeutung liegt darin, dass er sich an der Einführung der Lernmethoden des spanischen Judentums im christlichen Europa beteiligte, auch wenn ihn später seine beiden Söhne Moses und David Kimchi an Bedeutung übertreffen sollten. Er war persönlich mit Abraham ibn Esra bekannt und wird von diesem in seinen Schriften zitiert. Für seine Leser in der Provence, welche die auf Arabisch geschriebenen Werke seiner Vorgänger nicht lesen konnten, schrieb er Werke auf Hebräisch, wie zum Beispiel  Sefer ha-Sikaron („Buch der Erinnerung“), in welchem das Konzept von fünf langen und fünf kurzen hebräischen Vokalen eingeführt wird. Zusammen mit den grammatischen Werken seiner Söhne wurde dieses Buch später von Elijah Levita verwendet.
In seinen exegetischen Arbeiten konzentrierte sich Kimchi auf den Pschat, d. h. die wörtliche Bedeutung eines Ausdrucks, im Gegensatz zu den homiletischen Ausführungen, die unter seinen Zeitgenossen in der Provence vorherrschten. Kimchi hat zu allen Büchern der Bibel Kommentare verfasst, obwohl nur Fragmente seiner Arbeit bis heute erhalten sind. So verfasste er eine jüdische Apologetik, in Anlehnung des Titels an den biblischen Text  Sefer ha-Berit mit, („Buch des Bundes“), das 1710 in Konstantinopel gedruckt wurde, eine der ersten anti-christlichen Polemiken in Europa. Das Buch ist als Dialog zwischen einem „Gläubigen“ (ma'amin) und einem „Häretiker“ (min) angelegt und greift christologische Interpretationen der Bibel an, wobei auch die Erbsünde, die Menschwerdung Gottes sowie die moralischen Standards von Juden und Christen bei der Frage des Wucherzinses zur Sprache kommen. Dieses polemische Buch übte besonderen Einfluss auf Kimchis Sohn David und auf Nachmanides aus.